# AIL M462 Abir
Abir M-462 — ізраїльский повнопривідний універсальний автомобіль

## Історія
Розроблений з використанням агрегатів від американського армійського автомобіля HMMWV (Hummer), в тому числі 6,5-літровий дизель V8 потужністю 160 л. с. Коробка передач - автоматична 3-ступінчаста. Є роздаточна двоступенева коробка, передні дискові гальма.
Може перевозити 1800 кг вантажів або 13 чоловік.

## Варіанти
- M462 Abir: стандартна модель.
- M462 ATGM Portee: з ПТРК BGM-71 TOW.
- M462 M40A2 Portee: з безоткатною 106-мм гарматою M40.
- M462 Rhino: броньованний варіант 4x4 .
- M462 Fire: пожежна машина.
- M462 Ambulance: санітарний автомобіль, який може перевозити 4 лежачих або 8 сидячих.

## Експлуатанти
- Азербайджан
- Колумбія
- Перу
- Гватемала
- Ізраїль: знято з озброєння